# Tryonia
Tryonia,  rod papratnjača u porodici bujadovki. Pripada mu 5 priznatih vrsta, 4 iz Brazila, i jedna iz Kolumbije

## Vrste
1. Tryonia areniticola (Schwartsb. & Labiak) Schuettp., J.Prado & A.T.Cochran
2. Tryonia macrophylla A.Rojas
3. Tryonia myriophylla (Sw.) Schuettp.
4. Tryonia schwackeana (Christ) Schuettp., J.Prado & A.T.Cochran
5. Tryonia sellowiana (C.Presl) Schuettp., J.Prado & A.T.Cochran